# Erhard Raus
Erhard Franz Josef Raus was een Oostenrijkse officier en Duitse Kolonel-generaal tijdens de Tweede Wereldoorlog. Hij was de enige Oostenrijker die tot de rang van Generaloberst opklom in de Wehrmacht.

## Levensloop
Erhard Raus voltooide op 18-jarige leeftijd de Kadettenschool Königsfeld bij Brno en kwam vervolgens bij het Veldjagersbataljon 20 in Cormòns. Aan het begin van de Eerste Wereldoorlog werd hij ingezet aan het Oostfront in Zuiden van Polen en werd commandant van het fietspeloton van het bataljon.
Op 17 augustus 1918 trouwde hij met zijn vrouw met Anna Morsani. Het echtpaar kreeg een dochter.
Na de Eerste Wereldoorlog werd hij opgenomen in het Oostenrijkse leger en kwam hij bij het ministerie van Defensie, waarna hij werd overgeplaatst naar het fietsbataljon in Wenen. Later diende hij als tactiekleraar aan de Infanterieschool.
Vanaf 1934 was hij commandant van de Infanterieschool en sinds eind 1936 kolonel in de generale staf. Tijdens de Anschluss van Oostenrijk in maart 1938 stond hij op het punt om als militair attaché naar Rome te gaan. In plaats daarvan werd hij overgeplaatst naar de staf van het Groepencommando 5 in Wenen.

## Tijdens de Tweede Wereldoorlog
Bij het begin van de oorlog in 1939 werd Raus stafchef van Wehrkreis XVII in Wenen. Op 15 juli 1940 werd hij benoemd tot commandant van het Schützen-Regiment 4, gevolgd door zijn benoeming tot commandant van de 6. Schützen-Brigade op 15 april 1941. Na zijn bevordering tot generaal-majoor op 1 oktober 1941 kreeg hij op 18 november 1941 de opdracht om de 7e Pantserdivisie te leiden, wat echter niet werd uitgevoerd omdat hij op 22 november 1941 de leiding kreeg over de 6e Pantserdivisie, in vervanging van de zieke divisiecommandant Franz Landgraf, die hij leidde in de Slag om Moskou. Dit werd gevolgd door terugtrekkingsgevechten tot Volokolamsk en het "Slakken"-offensief bij Sytsjovka. Op 15 april 1942 werd hij officieel benoemd tot commandant van de pantserdivisie.
Op 1 januari 1943 werd hij bevorderd tot luitenant-generaal en nam op 10 februari 1943 het commando over van het Generalkommando Raus, waarmee hij de herovering van Charkov leidde. Na zijn bevordering tot Generaal der Pantsertroepen op 1 april 1943 nam hij met zijn korps ook deel aan Operatie Citadel en de terugtrekkingsgevechten in Oekraïne. Op 10 december werd hij, als opvolger van Hermann Hoth, opperbevelhebber van het 4e Pantserleger, gevolgd door zijn benoeming tot opperbevelhebber van het 1e Pantserleger op 1 mei 1944. De bevordering tot Kolonel-generaal vond plaats op 20 september 1944. Van 16 augustus 1944 tot 12 maart 1945 leidde hij het 3e Pantserleger, totdat hij uit zijn functie ontheven werd door Adolf Hitler, omdat het pantserleger de laatste Duitse bruggenhoofden ten oosten van de Oder niet kon behouden door een totale tekort aan munitie, voedsel en brandstof. 

## Na de oorlog
Bij het einde van de oorlog belandde Raus in Amerikaanse krijgsgevangenschap, waaruit hij op 30 juni 1947 werd vrijgelaten. In de naoorlogse periode werkte hij als lid van de Duitse afdeling van de historische onderzoeksgroep van het Amerikaanse leger, de Operationele Geschiedenis (Duitse sectie) van de "Historical Division", waar hij verschillende memo's voor de Amerikaanse strijdkrachten opstelde over de bijzonderheden van de Sovjet-oorlogsvoering. In zijn studie over de "Bijzonderheden van de Russische gevechtsvoering" (1950) beoordeelde Raus als een van deze bijzonderheden dat Russische soldaten geen empathie zouden tonen voor gedode kameraden. Hij beschreef de gevechtsstijl van het Rode Leger met de woorden: "De massa bleef voortstromen, totdat de voorraad aan mensen was uitgeput."
Verder leefde hij teruggetrokken met zijn vrouw in Bad Gastein. Raus overleed op 3 april 1956 na een jaar van ziekte aan een longaandoening in een ziekenhuis in Wenen.

## Carrière
Raus bekleedde verschillende rangen in zowel de Oostenrijks leger als Heer. De volgende tabel laat zien dat de bevorderingen niet synchroon liepen.
| Datums                                             | Oostenrijks-Hongaars leger | Bundesheer          | Heer                     |
| -------------------------------------------------- | -------------------------- | ------------------- | ------------------------ |
| augustus 1909                                      | Fähnrich                   | —                   | —                        |
| 1 mei 1912                                         | Leutnant                   | —                   | —                        |
| 1 januari 1915                                     | Oberleutnant               | —                   | —                        |
| 1 februari 1918                                    | Hauptmann                  | —                   | —                        |
| 8 juli 1921                                        | Charakter als Major        | —                   | —                        |
| 1 maart 1923                                       | —                          | Stabshauptmann      | —                        |
| 1 januari 1927                                     | —                          | Major               | —                        |
| 10 juni 1933 (RDA van 1 augustus 1936)             | —                          | Oberstleutnant i.G. | —                        |
| 19 december 1936 (met Patent van 19 december 1936) | —                          | —                   | Oberst i.G.              |
| 14 augustus 1941 (met RDA van 1 september 1941)    | —                          | —                   | Generalmajor             |
| 1 januari 1943 (met RDA van 1 januari 1943)        | —                          | —                   | Generalleutnant          |
| 20 april 1943 (met RDA van 1 mei 1943)             | —                          | —                   | General der Panzertruppe |
| 20 september 1944 (RDA van 15 augustus 1944)       | —                          | —                   | Generaloberst            |

- Opmerking: de rang van Generalmajor is vergelijkbaar met die van een hedendaagse Brigadegeneraal (OF-6). Het Duitse leger (Heer) kende tijdens de Tweede Wereldoorlog geen rang van een Brigadegeneraal, waardoor de eerste generaalsrang een Generalmajor was. Het naoorlogse Duitse leger kent overigens wel volgens de NAVO schaal een Brigadegeneraal als eerste generaalsrang.

## Onderscheidingen
Selectie:
- Ridderkruis van het IJzeren Kruis met Eikenloof (nr.280) op 22 augustus 1943 als General der Panzertruppe en Kommandierender General van het XI.Armeekorps / Armeeabteilung Kempf / Heeresgruppe Süd[21][5][19][22][6]
- Ridderkruis van het IJzeren Kruis op 11 oktober 1941 als Oberst en Commandant van de 6.Schützen-Brigade / 6.Panzer-Division / XXXXI.Armee-Korps / Heeresgruppe Nord[21][18][19][22][6]
- IJzeren Kruis 1939, 1e Klasse[6] (6 juli 1941[21][19]) en 2e Klasse[6] (29 juni 1941[21][15])
- Herhalingsgesp bij IJzeren Kruis 1939, 1e Klasse en 2e Klasse